# Greg Watson
Greg Watson (Calgary, 2 marzo 1983) è un ex hockeista su ghiaccio canadese.

## Carriera
Greg Watson esordì in Western Hockey League al termine della stagione 1998-99 disputando due partite con la maglia dei Prince Albert Raiders. Rimase per altre quattro stagioni totalizzando 145 punti in 236 presenze. In occasione del Draft NHL 2001 fu scelto al secondo giro dai Florida Panthers. Concluse la sua esperienza giovanile disputando la stagione 2002-03 sempre in WHL con i Brandon Wheat Kings.
Nella stagione 2003-2004 esordì fra i professionisti in American Hockey League con i Binghamton Senators, formazione affiliata agli Ottawa Senators. Watson giocò per tre stagioni raccogliendo 30 punti in 157 gare disputate. Nella stagione 2006-2007 giocò invece nella ECHL con le maglie dei Pensacola Ice Pilots e degli Augusta Lynx.
Nel 2007 si trasferì in Europa nella Serie A italiana dopo essere stato ingaggiato dall'HC Val di Fassa. Dopo una stagione positiva si trasferì al Val Pusteria, squadra per cui giocò per un anno arrivando al sesto posto nella classifica dei marcatori. Nel 2009 Watson giocò in Danimarca disputando il campionato locale con l'AaB Ishockey di Aalborg. Concluse la propria carriera al termine della stagione 2010-2011 dopo aver giocato per il Gardena in Serie A2.

## Palmarès

### Individuale
- CHL Top Prospects Game: 1

2000-2001